# Carel Hendrik Theodoor Bussemaker

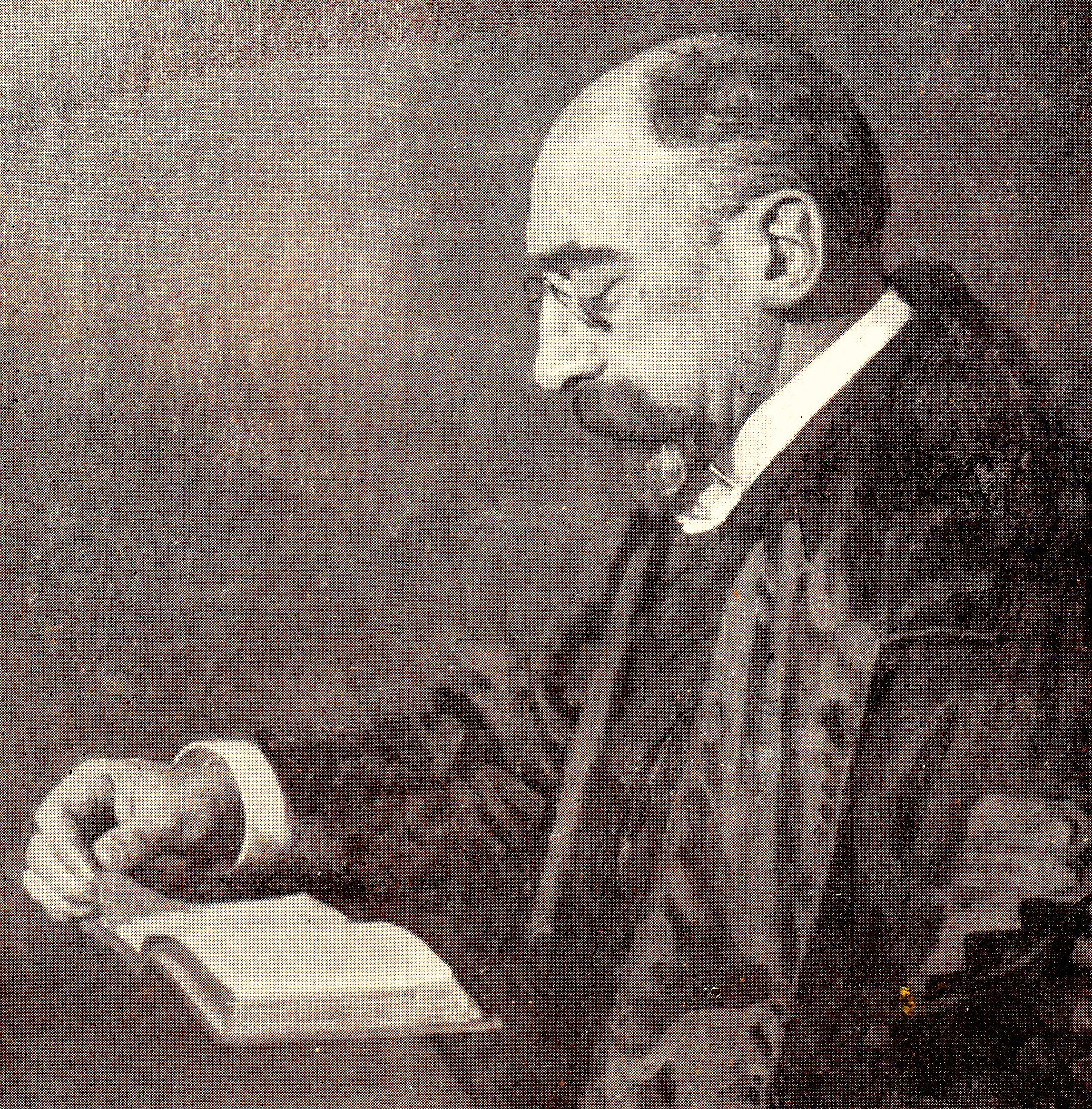
Carel Hendrik Theodoor Bussemaker

Carel Hendrik Theodoor Bussemaker (* 5. Januar 1864 in Deventer; † 6. September 1914 in Leiden) war ein niederländischer Historiker und Hochschullehrer.

## Leben
Bussemaker wurde im Jahr 1864 in Deventer geboren. Seine Eltern waren der Brauer Barend Barlagen Bussemaker und Gertruda Bertha Gerarda Elisabeth Resius. Nach seinen Schuljahren in seiner Heimatstadt Deventer studierte Bussemaker ab 1883 an der Universität Leiden. 1885 erhielt seinen Bachelor-Abschluss und im folgenden Jahr seinen Master-Abschluss.
Ein Jahr später heiratete er am 27. Juli 1887 Elisabeth Hendrika Hermance Vervoort. Sie hatten zusammen einen Sohn und eine Tochter. Nach seinem Abschluss wurde er im Jahr 1887 Lehrer für Geographie und Niederländisch an einer Schule in Zaltbommel und ein Jahr später an einer Schule in Haarlem. Im selben Jahr promovierte er in Geschichte an der Universität Leiden.
Als die wissenschaftliche Gesellschaft Teylers Tweede Genootschap 1892 einen Aufsatzwettbewerb organisierte, gewann Bussemaker mit seinem Beitrag „Die Sezession der Waalsche Gewesten van de Generale Unie“ die Goldmedaille. Sein Beitrag wurde 1895–1896 in zwei Bänden unter demselben Titel veröffentlicht wurde. 1885 wurde Bussemaker zum Professor an der Universität Groningen ernannt.
Den Lehrstuhl für Allgemeine Geschichte an der Universität Leiden erhielt er im Jahr 1905. Bussemaker starb am 6. September 1914 in Leiden.

## Ehrungen
Im Jahr 1913 wurde er zum Mitglied der Königlich Niederländischen Akademie der Wissenschaften ernannt.

## Schriften (Auswahl)
- De afscheiding der Waalsche gewesten van de Generale Unie, 1886
- Verslag van een voorloopig onderzoek te Lissabon, 1905
- Denkwürdigkeiten des Fürsten Chlodwig zu Hohenlohe-Schillingsfürst, 1907
- De Handel, Hollandia-Drukkerij, 1911
- Jeanne d’Arc, 1911
- De diplomatieke geschiedenis der herstelling van Neêrlands onafhankelijkheid, 1913